# Bakteriospermia
Bakteriospermia – stan podwyższonej liczby drobnoustrojów w nasieniu. Przyjmuje się, że bakteriospermia występuje, jeśli liczba CFU przewyższa 104 (jednostek na mililitr nasienia). Do bakterii najczęściej spotykanych w nasieniu należą: Gardnerella vaginalis, Escherichia coli, Enterococcus sp., Ureaplasma urealyticum, Streptococcus sp. (S. agalactiae, S. viridians), Chlamydia trachomatis, Staphylococcus sp. (S. saprophyticus, S. epidermidis, S. aureus), Morganella morganii, Proteus sp. (P. mirabilis), Peptostreptococcus sp., Corynebacterium sp., Veillonella sp. Innymi mikroorganizmami, rzadziej pojawiającymi się w nasieniu, są m.in. Citrobacter koseri, Enterobacter aerogenes, Klebsiella pneumoniae, Actinomyces sp., Serratia fonticola, Sarcina sp. oraz drożdże.
Przyczyną bakteriospermii jest stan zapalny w obrębie męskiego układu płciowego. Zapalenia mogą dotyczyć jąder, najądrzy, gruczołu krokowego czy pęcherzyków nasiennych. Poza objawami klinicznymi infekcjom towarzyszy także leukocytospermia oraz pogorszenie parametrów nasienia.
Bakteriospermia może być wykryta za pomocą posiewów na specyficznych podłożach mikrobiologicznych. Ponieważ w nasieniu występują zarówno mikroorganizmy tlenowe, beztlenowe jak i względnie beztlenowe, diagnostyka mikrobiologiczna powinna obejmować wszystkie te grupy. Z punktu widzenia klinicznego posiewom powinien towarzyszyć antybiogram.